# Gimnastyka na Letnich Igrzyskach Olimpijskich 1980 – ćwiczenia wolne mężczyzn
Ćwiczenia wolne mężczyzn na Letnich Igrzyskach Olimpijskich 1980 – jedna z konkurencji gimnastyki sportowej rozgrywana podczas igrzysk w dniach 20, 22 i 25 lipca 1980 w Hali Sportowej „Łużniki” w Moskwie. Mistrzem olimpijskim został reprezentant NRD Roland Brückner.

## Wyniki

### Kwalifikacje
68 zawodników rywalizowało w obowiązkowych i dowolnych ćwiczeniach wolnych podczas wieloboju indywidualnego 20 i 22 lipca. 

### Finał
Sześciu z najlepszymi wynikami zakwalifikowało się do finału ćwiczeń wolnych 25 lipca, gdzie rywalizowali o medale w tej konkurencji.
| Poz. | Zawodnik           | Reprezentacja  | Kwalifikacje | Kwalifikacje | Kwalifikacje | Finał | Finał  |
| Poz. | Zawodnik           | Reprezentacja  | Obowiązkowe  | Dowolne      | ½Q           | Finał | Wynik  |
| ---- | ------------------ | -------------- | ------------ | ------------ | ------------ | ----- | ------ |
| 01 ! | Roland Brückner    | NRD            | 9,850        | 9,850        | 9,850        | 9,900 | 19,750 |
| 02 ! | Nikołaj Andrianow  | ZSRR           | 9,900        | 9,850        | 9,875        | 9,850 | 19,725 |
| 03 ! | Aleksandr Ditiatin | ZSRR           | 9,800        | 9,800        | 9,800        | 9,900 | 19,700 |
| 4    | Jiří Tabák         | Czechosłowacja | 9,850        | 9,800        | 9,825        | 9,850 | 19,675 |
| 5    | Péter Kovács       | Węgry          | 9,750        | 9,800        | 9,775        | 9,650 | 19,425 |
| 6    | Lutz Hoffmann      | NRD            | 9,700        | 9,750        | 9,725        | 9,000 | 18,725 |